# Kochius sonorae
Espèce
Synonymes
- Vaejovis sonorae Williams, 1971

Kochius sonorae est une espèce de scorpions de la famille des Vaejovidae.

## Distribution
Cette espèce est endémique du Sonora au Mexique. Elle se rencontre vers Alamos.

## Description
Le mâle holotype mesure 28 mm.

## Systématique et taxinomie
Cette espèce a été décrite sous le protonyme Vaejovis sonorae par Williams en 1971. Elle est placée dans le genre Kochius par Soleglad et Fet en 2008.

## Étymologie
Son nom d'espèce lui a été donné en référence au lieu de sa découverte, le Sonora.

## Publication originale
- Williams, 1971 : « New and little known scorpions belonging to the punctipalpi group of the genus Vaejovis from Baja California, Mexico, and adjacent area (Scorpionida: Vaejovidae). » The Wasmann Journal of Biology, vol. 29, no 1, p. 37-63 (texte intégral).